# Mike Mills
Michael Edward Mills (født 17. december 1958 i Orange County, Californien) er en amerikansk musiker og producer samt bassist i bandet R.E.M., som han også undertiden skriver tekster til.